# Benavert
Benavert est le nom, déformé par le chroniqueur normand Geoffroi Malaterra, d'un certain Ibn Abbad, émir de Syracuse dans la seconde moitié du XIe siècle et chef de l'ultime resistance musulmane en Sicile contre la poussée normande devenue de plus en plus pressante.

## Biographie
Opposant acharné de Roger de Hauteville dans la partie orientale de l'île, il bat près de Catane, en 1075 ou 1076, une troupe normande dirigée par Jourdain de Hauteville et Hugues de Jersey, respectivement fils et gendre de Roger : Catane tombe alors à nouveau en sa possession. Cependant, il ne peut empêcher la chute de Trapani (1077), de Taormine (1079) et de Catane (1081) reprise par les forces de Roger et Jourdain. Vers 1084, il lance des raids sur les côtes de la Calabre, pille et saccage la banlieue de Reggio de Calabre et s'empare du monastère de Rocca D'Asino où tous les moines sont emmenés comme captifs. En 1085, toujours en Calabre, il détruit la ville de Nicotera, près de Vibo Valentia, et les sœurs de la ville (ou toutes les femmes ?) sont capturées et destinées aux harems. En 1086, il s'oppose en personne à Roger devant Syracuse, son fief assiégé. Mais, le 25 mai, il meurt accidentellement : couvert d'une lourde armure, il chute et tombe à l'eau, coulant à pic à cause du poids de celle-ci. Syracuse finit par tomber en octobre, sa femme et son fils trouvant refuge à Noto, ultime bastion musulman avec Butera, bastions pris en 1091, achevant la longue et difficile conquête normande de la Sicile.

## Homonymie
Dans la première moitié du XIIIe siècle, toujours en Sicile dominée par les empereurs de la dynastie de Hohenstaufen, un descendant de Benavert, un certain Muhammad ibn Abbad, se rebelle contre l'autorité du roi de Sicile et empereur germanique Frédéric-Roger de Hohenstaufen, plus connu sous le nom de Frédéric II.

## Sources
- Geoffroi Malaterra, deuxième moitié du XIe siècle
- Michele Amari, Storia dei Musulmani di Sicilia, Catane, 1939
- John Julius Norwich, The Normans in the South (1016-1130), Londres, 1967